# Fiorella D'Croz Brusatin
Fiorella D'Croz Brusatin (Cáli, 19 de abril de 1979) é uma triatleta profissional colombiana.
Fiorella D'Croz Brusatin representou seu país nas Olimpíadas de 2004 ficando em 42º.